# Sakaida Kakiemon

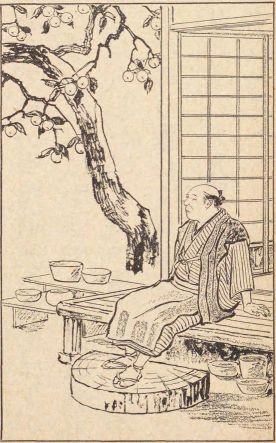
Kakiemon I.

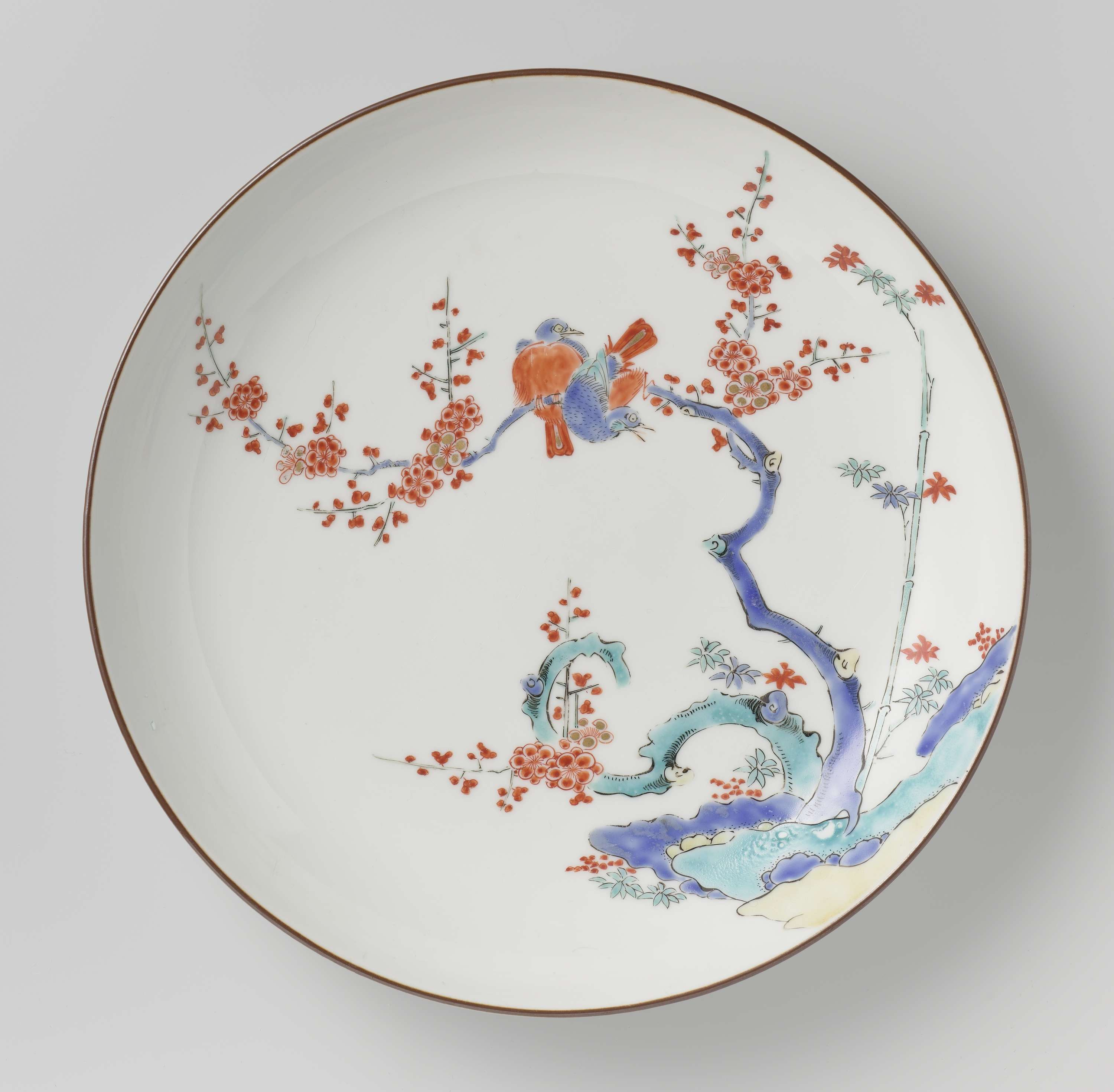
Kakiemon-Schale

Sakaida Kakiemon (I.) (japanisch 酒井田 柿右衛門; geb. 15. November 1596; gest. 20. Juli 1666) war in der frühen Edo-Zeit der Begründer der Fertigung von farbig bemaltem Porzellan in einem neuen Stil, der dann seinen Namen erhielt. Auch seine Nachfolger nannten und nennen sich bis zum heutigen Tage Kakiemon.

## Leben und Werk
Die Sakaida waren ursprünglich ein Zweig der wohlhabenden Kōzuma-Familie im Landkreis Yame in der Provinz Chikugo (heute Präfektur Fukuoka). Um das Jahr 1468 zogen sie um nach Sakaida und nutzten von nun an den Ortsnamen als Familiennamen. Nach der Genealogie der Familie wurde Kakiemons Vater Sakaida Ensei (酒井田 円西) 1573 geboren. Dieser zog zusammen mit seinem Sohn nach Nangawara im Landkreis Arita in der benachbarten Präfektur Saga. Mit 19 Jahren begann er unter der Anleitung seines Vaters mit der Herstellung von Porzellan.
Sakaida Kakiemon beteiligte sich dann an dem Betrieb eines Brennofens in Arita zur Herstellung von weißem Porzellan. Dabei arbeitete er eine Zeitlang unter dem Töpfer Takahara Goroshichi, der seine Begabung erkannt hatte. Kakiemons besondere Leistung war zum einen die Entwicklung einer Glasur und insbesondere die Entdeckung einer besonders rot brennbaren Farbe, zum anderen führte er in Anlehnung an das chinesische Porzellan zur Zeit des Kaisers Kangxi eine lockere, farblich gestaltete Bildgestaltung ein, die sich von den schweren Mustern früherer Porzellane deutlich unterschied. Kakiemon entwickelte diese Gestaltung mit einem gewissen Gosu Gombei. Dieser hatte Informationen von einem Chinesen in Nagasaki erhalten, den er über einen Kaufmann in der nahen Hafenstadt Imari kennengelernt hatte.
Kakiemon zeigte sein neu geschaffenes Porzellan dem in der Stadt Saga residierenden Fürsten Nabeshima. Dieser war dann der erste, der Porzellan nach Europa exportierte. Kakiemons Tätigkeit ist festgehalten in zwei Aufzeichnungen, die im Besitz der Familie sind und folgende Titel tragen: „Erinnerungen“ (覚え, Oboe) und „Erinnerungen an die Fabrikation“ (申し上げ工場覚え, Mōshiage kōjō oboe).

## Die weitere Entwicklung
Nach dem Ausscheiden des ersten Kakiemon scheint die Herstellung von Porzellan zeitweilig zum Erliegen gekommen zu sein. Später wurde aber die Produktion wieder aufgenommen, wobei die künstlerische Qualität unterschiedlich bewertet wird. Kakiemon IV. (1641–1679) soll nicht an Kakiemon I. heran gereicht haben, seine Stücke sollen gröber sein. Unter Kakiemon VI. (1690–1735) und unter dem von ihm geförderten Shibuemon, dem jüngeren Bruder von Kakiemon V., wurden wieder bessere Erzeugnisse hergestellt. Es gab nun wieder reicheres Design, stärker leuchtenden Farbauftrag, und es kam zur Einführung geometrischer Muster. Datierte Produkte gibt es nur für den Zeitraum von 1695 bis 1699. Nach 1735 kam es wieder zu einem Niedergang. Gegenwärtig ist Kakiemon XV. aktiv.
Der 2013 gedrehte Dokumentarfilm The Successor of Kakiemon der niederländischen Regisseurin Suzanne Raes beschreibt die Überlieferung dieser Porzellan fertigenden Familie.